# Explorer II (schip, 1984)
De Explorer II was een offshoreondersteuningsschip van Heerema. Het werd in 1984 gebouwd door Amels en was uitgerust met een dynamisch positioneringssysteem. Het allereerst ontworpen om met de sleuvengraver Eager Beaver pijpleidingen in te graven. Daarnaast was het onder meer een duikondersteuningsvaartuig.
In 1991 werd het schip verkocht aan Northern Ocean Services als Northern Explorer. McDermott nam Northern Ocean Services in 1994 over van Cable & Wireless en kreeg daarmee ook het schip in handen.
In 1998 kwam het in handen van ETPM nadat de joint-venture tussen ETPM en McDermott ten einde was gekomen. In 1999 werd ETPM overgenomen door Stolt Comex Seaway en werd het schip Seaway Explorer gedoopt.
Nadat Stolt in 2003 in financiële problemen kwam, werd het in 2004 overgenomen door China National Offshore Oil Corporation als Hai Yang Shi Yo 299. In 2013 werd het overgenomen door de Chinese Academie van Wetenschappen als Tan Suo Yi Hao en door de Chengxi Shipyard in Guangzhou verlengd tot 94,45 m. Het diende daarna als onderzoeksschip voor de diepzee en onderzocht in 2016 de Marianentrog.